# 中村士
中村士（なかむら つこう、1943年8月20日ー ）は、日本の天文学者、天文学史家、東西交渉史学者。

## 経歴
東京出身。東京大学理学部天文学科卒業、同大学院理学研究科博士課程修了、1975年「1973年におけるガリレオ衛星の相互現象の解析」で理学博士。1976年東京大学東京天文台（のち国立天文台）勤務、探査機はやぶさの可視カメラの設計・開発指導、すばる望遠鏡による微小小惑星の探査研究を行う傍ら、江戸時代の天文学史を研究。のち、帝京平成大学教授。2014年定年退任。文化庁文化財審議専門委員(2010-2014年)。放送大学客員准教授・教授(2004-2014年)。なお、研究論文等については国会図書館DB、リサーチマップ等を参照のこと 。

## 著書
- 『太陽系をさぐる』 (星の世界をたずねる) 岩波書店, 1984
- 『江戸の天文学者星空を翔ける 幕府天文方、渋川春海から伊能忠敬まで』 (知りたい!サイエンス) 技術評論社, 2008
- 『東洋天文学史』 (サイエンス・パレット) 丸善出版, 2014
- 『古代の星空を読み解く キトラ古墳天文図とアジアの星図』東京大学出版会, 2018

### 共編著・監修
- 『彗星 彗星科学の最前線』 (アストラルシリーズ) 山本哲生共著. 恒星社厚生閣, 1984
- 『宇宙像の変遷と科学』二間瀬敏史共著. 放送大学教育振興会, 2004
- 『明治前日本天文暦学・測量の書目辞典』伊藤節子共編著. 第一書房, 2006
- 『宇宙観の歴史と科学』編著. 放送大学教育振興会, 2008
- 『宇宙観5000年史 人類は宇宙をどうみてきたか』岡村定矩共著. 東京大学出版会, 2011
- Highlighting the History of Astronomy in the Asia-Pacific Region (アジア・太平洋地域における天文学史のハイライト）, Wayne Orchiston, Richard Stromとの共編著、Springer, 2011[7]
- 『江戸の天文学 渋川春海と江戸時代の科学者たち』監修. 角川学芸出版, 2012
- 『図説江戸の暮らしを支えた先人の知恵!日本の暦と和算』 (青春新書INTELLIGENCE) 監修. 青春出版社, 2012
- The Emergence of Astrophysics in Asia: Opening a New Window on the Universe（アジア諸国における天体物理学研究の始まり）, Wayne Orchistonとの共編著, Springer Nature, 2017[8]

### 翻訳
- P.ムーア『天文と宇宙 ギネスワールド』中村士 [ほか]訳. 講談社, 1982
- J.エリオット, R.カー『惑星のリングはなぜあるのか 木星・土星・天王星』相馬充共訳. 岩波書店, 1987
- Michael Hoskin『西洋天文学史』 (サイエンス・パレット) 丸善出版, 2013